# Michèle Montantin
Michèle Montantin, née le 30 août 1943 à Basse-Terre, est une entrepreneure et une écrivaine française.

## Biographie
Michèle Montantin est la fille d'un couple mixte, un père, professeur de Lettres classiques noir et guadeloupéen, et une mère blanche et parisienne, une éducation tournée vers les Lettres et la passion du théâtre. Elle fait ses études à l'Université Sorbonne - Paris 3 et obtient une licence ès Lettres Modernes d'Enseignement. Elle est aussi diplômée de lettres classiques au Centre Dramatique du Sud Est (Aix-en-Provence). Elle devient stagiaire universitaire de Recherche et d'Arts dramatiques de Nancy et est dirigée par Jack Lang qui en 1989 l'incite à poser sa candidature pour la direction du Centre d'action culturelle de la Guadeloupe. Elle y restera pendant six ans. En 1991, elle reçoit la bourse Beaumarchais pour sa pièce Vie et Mort de Vaval et sera en 2006 Chevalier dans l'Ordre des Arts et des Lettres .
Michèle Montantin est membre du conseil d'administration du Parc national de la Guadeloupe et est depuis 1999 directrice générale de CEI.BA (Centre d'échanges informatisés. Branche Antilles), une plate-forme pour la communauté portuaire et aéroportuaire de la Guadeloupe. En 2010, elle reçoit le prix inter-entreprises avenir. 
Le 25 juillet 2013, elle devient la première femme à être à la tête de l'UDE-MEDEF Guadeloupe qu'elle quitte pour des raisons personnelles le 31 décembre 2014.
En 2003, elle devient présidente de l'association Textes En Paroles qui a pour objectif de promouvoir les écritures théâtrales caribéennes contemporaines,
de leur émergence jusqu’à leur création scénique, dans une approche professionnelle.

## Œuvres
- Vie & mort de Vaval  (co-auteurs Eric Nabajoth, Louis Collomb, Roger Fortune), Point-à-Pitre, Association Chico-Rey, 1991 (OCLC 30746354), « Vie et mort de Vaval »
- Centre d'action culturelle de la Guadeloupe et Michèle Montantin (dir.) (numéro d'édition : 1 - 2), CACG le magazine : magazine d'informations du Centre d'action culturelle de la Guadeloupe, 1998 (OCLC 474378825)
- Dibidambam[6], 1992
- Chemin des Petites Abymes [6]  (ou "Sans amour on est rien du tout"), 1999
- La nuit de la comète [7], 2002
- Yann Alix et Michèle Montantin, Dynamiques portuaires latino-caribéennes : session spéciale Guadeloupe, Caen, Editions EMS, coll. « Les Océanides » (no 1), 2021, 205 p. (ISBN 9782376875291 et 2376875293, OCLC 1293215982)